# (33269) Broccoli
1998 HC95 (asteroide 33269) é um asteroide da cintura principal. Possui uma excentricidade de 0.08047380 e uma inclinação de 3.51146º.
Este asteroide foi descoberto no dia 21 de abril de 1998 por LINEAR em Socorro.